# W88

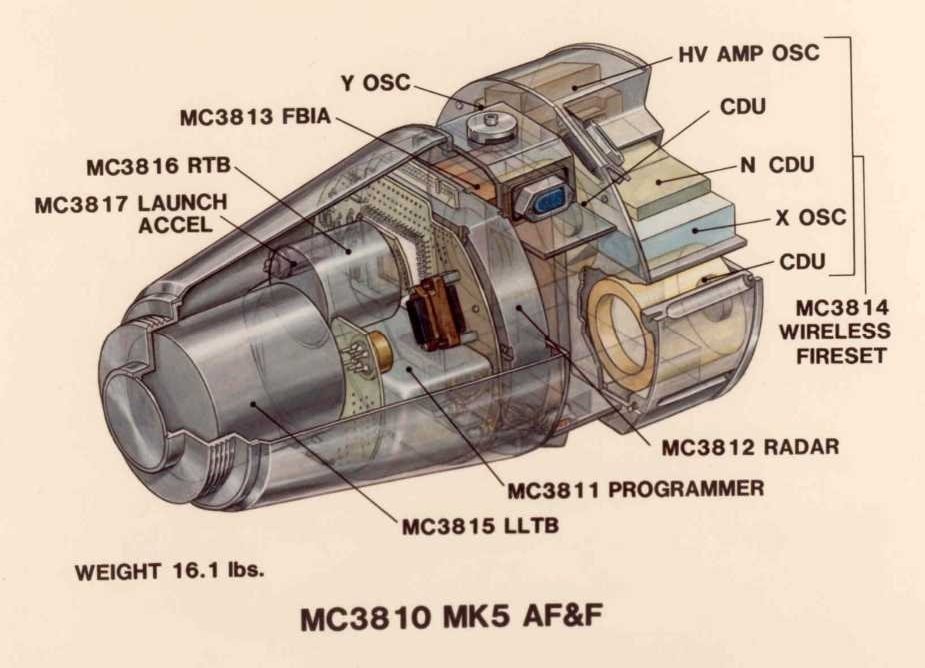
用於W88的引信和點火系統。

W88是美國的其中一款熱核彈頭，估計爆炸當量為47.5万噸TNT(1,990 TJ)，其大小足以安裝在多目標重返大氣層載具(multiple independently targetable re-entry vehicle, MIRV)導彈中。W88核彈頭是在1970年代，於洛斯阿拉莫斯國家實驗室設計。1999年，曾主持其項目的洛斯阿拉莫斯負責人將其稱為「美國最先進的核彈頭」。截至2021年，其最新版本是W88 ALT 370，經過11年的研發，第一批核彈頭在2021年7月1日投產。UGM-133A三叉戟II型潛射彈道導彈最多可搭載8枚W88核彈頭或12枚10万噸级的W76核彈頭，但在《戰略攻擊武器裁減條約》(Strategic Offensive Reductions, SORT)的限制下，最多只能搭載8枚核彈頭。

## 歷史
在1976年，在美蘇兩國商討《限制地下核武器試驗條約》(英語: Treaty on the Limitation of Underground Nuclear Weapon Tests)前，洛斯阿拉莫斯國家實驗室已經完成了大部分該核彈頭的工作。最初設想生產4000-5000枚核彈頭，但生產工作在1989年洛基山脈核工廠被美國聯邦調查局(FBI)突擊搜查後終止。曾經考慮過重啟生產，但其計劃在1992年1月終止。最後生產了約400枚核彈頭。

## 設計
關於W88的資料暗示它是標準泰勒-烏拉姆熱核武器設計方案的變體。在 W88 等熱核武器中，初級的核裂變導致次級的核融合，這產生主要的爆炸。儘管該武器在次級利用核融合，但大部分爆炸當量來自初級、次級核材料的裂變。
1999年，聖荷西信使報報導指W88有一個蛋形初級部件和球形次級部件的結構，它們被放在一個因其形狀而被稱為「花生」的輻射箱(英語: radiation case)內。4個月後，紐約時報報導，1995 年，一名來自中華人民共和國的所謂雙重間諜提供的消息表明，中國恐怕已經通過間諜活動知道有關 W88核彈頭的細節。如這些新聞報導屬實，將表明泰勒-烏拉姆設計方案的變體可滿足多目標重返大氣層載具核彈頭小型化的需要。
蛋形初級部件的有用性顯然被多目標重返大氣層載具彈頭的初級部件的直徑所限制，如果一個蛋形初級部件可以正常工作，多目標重返大氣層載具彈頭便可以在不失高當量爆炸的同時，做得小得多，W88的爆炸當量達475千噸，重返大氣層載具約長60英吋(1,500mm)，和基本直徑為18英吋(460mm)，而核爆炸組件長35英寸(890mm)。根據不同的估計，彈頭的重量分別為386磅(175kg)，400磅(180kg)，790磅(360kg)。更細小的核彈頭允許更多的彈頭安裝在單個導彈上，並提高了速度和射程等基本飛行性質。
非球形初級部件的計算顯然比球形初級部件要困難幾個數量級。球形對稱模擬是一維的，而軸向(axially)對稱模擬是二維的。模擬通常將每個維度劃分為離散的部分，所以一維模擬可能只涉及100個點，而同樣精度的二維模擬則需要10,000個點。
Template:Disputed inline
武器包含「Fogbank」(用於W76，W78，W88核彈頭的核材料的代號)。雖然它的確切性質是機密的，但「Fogbank」被認為是用於武器級的泡沫或氣凝膠材料。

## 流行文化
- 2023年-《流浪地球2》（The Wandering Earth II）(用作炸月球的核彈為此型號）

## 解釋性說明
1. ↑  The code-name of the primary was Komodo and that of the secondary was Cursa, which come from the names of a ferocious lizard, the Komodo dragon, and a bright star, Cursa.[9]

## 外部連結
- W88 at the Nuclear Weapons Archive
- W88 （页面存档备份，存于） at GlobalSecurity.org
- "Department of Energy, FBI, and Department of Justice Handling of the Espionage Investigation into the Compromise of Design  Information on the W-88 Warhead" （页面存档备份，存于）—Statement by U.S. Senate Governmental Affairs Committee heads.
- PRC theft of U.S. thermonuclear warhead design information （页面存档备份，存于）
- Report on the Government's Handling of the Investigation and Prosecution of Dr. Wen Ho Lee （页面存档备份，存于）